# Arnebia hispidissima
Espèce
Classification phylogénétique
L'Arnebia hispidissima est une plante herbacée vivace de la famille des Boraginacées, originaire du Nord de l'Afrique jusqu'au Pakistan.

## Description
L'Arnebia hispidissima est une plante en général annuelle avec des tiges couchées ou érigées pouvant former un petit buisson de 40 cm de haut sur 50 cm de large. Celle-ci est couverte d'un grand nombre de poils blancs. Les feuilles atteignent 5 cm de long pour 1 cm de large. Les fleurs ont un tube de 1 cm et un diamètre de 0,6 cm.